# Estación de Ciutat Meridiana
Ciutat Meridiana es una estación de la línea 11 del Metro de Barcelona ubicada en el distrito Nou Barris.
La estación se puso en servicio en 2003. Si la estación colateral de Torre Baró | Vallbona está en superficie, debido a los fuertes desniveles de la zona, la estación de Ciudad Meridiana es subterránea y está situada a 50 m de profundidad, siendo la estación más profunda de la red de metro de Barcelona desde su apertura hasta el 4 de octubre de 2008, cuando la superó la estación de Trinitat Nova (L3), que alcanza los 56 m de profundidad. Actualmente (2016) la estación más profunda es El Coll/La Teixonera, en la L5, con 74 metros de profundidad.
Tiene un solo vestíbulo con acceso desde la avenida Rasos de Peguera, al cual se accede mediante escalinatas, escaleras mecánicas y un ascensor. En el vestíbulo hay máquinas de venta de billetes, puertas de control de acceso a los andenes y un centro de control. Una vez pasadas las barreras tarifarias se entra en un pozo que baja hasta el nivel de la vía. En este pozo de 15 m de diámetro, hay tres ascensores rápidos y una escalera de 264 peldaños. Los trenes circulan por el nivel más profundo, formado por una sola vía con andén lateral, a la izquierda mirando sentido Can Cuiàs, y de longitud a fin de que quepan dos coches de las unidades 500.
| << cabecera   | < estación             | línea | estación > | cabecera >> |
| ------------- | ---------------------- | ----- | ---------- | ----------- |
| Metro         |                        |       |            |             |
| Trinitat Nova | Torre Baró \| Vallbona |       | Can Cuiàs  | Can Cuiàs   |